# Livia Bianchi
Livia Bruna Bianchi nome di battaglia "Franca" (Melara, 19 luglio 1919 – Cima Valsolda, 21 gennaio 1945) è stata una partigiana italiana, Medaglia d'oro al valor militare, conferita alla memoria.

## Biografia

### Gioventù
Nata nel Polesine, a Melara, si sposò a soli sedici anni con Bruno Bizzarri, di Revere, in provincia di Mantova, che, chiamato alle armi e spedito al fronte durante la II guerra mondiale, cadde prigioniero degli Alleati. Rimasta sola con un figlio piccolo, senza marito e senza lavoro, sul finire del 1942 Livia raggiunse la propria famiglia, che si era frattanto trasferita a San Giacomo Vercellese, in Piemonte. Qui trovò lavoro come bracciante in risaia, per poi trasferirsi a Torino, fove entrò in contatto con ambienti antifascisti, affidando il figlio ai propri genitori ed entrando nel movimento della Resistenza.

### Protagonista della Resistenza
In coincidenza con l'armistizio dell'8 settembre 1943 si unì alla lotta antifascista, inquadrata con il nome di battaglia di "Franca" nel gruppo "Umberto Quaino" della 52ª Brigata Garibaldi "Luigi Clerici", fu operativa come staffetta porta-ordini e combattente nella regione montuosa del lago di Lugano.
Tra le diverse attività, raccoglieva cibo per i compagni travestendosi da mendicante, per elemosinare cibo, e svolse la funzione di dattilografa per il posto di blocco di Fino Mornasco.
Alla fine di novembre 1944, il centro fascista antiribelli di Menaggio organizzò nella zona una vasta azione di rastrellamento impiegando 1'400 uomini: lo scopo era di eliminare le formazioni partigiane nelle valli occidentali del basso Lario. Per sfuggire alla cattura insieme ai compagni del distaccamento Quaino della 52ª Brigata Garibaldi "Luigi Clerici" Giuseppe Selva Falco, comandante, Angelo Selva Puccio, Angelo Capra Russo, Ennio Ferrari Carlino e Gilberto Carminelli Bill riuscirono a rifugiarsi in una baita all'Alpe vecchio. Riuscirono a sopravvivere in condizioni molto difficili alle intemperie dell'alta montagna fino a metà gennaio 1945. Stremati, scesero a valle rifugiandosi in casa di un antifascista loro conoscente.
In seguito alla delazione del partigiano Giuseppe Personini, i militi delle Brigata Nera circondano la casa nella notte del 20 gennaio e all'indomani, dopo un violento combattimento costringono alla resa dopo aver gettato all'interno dell'abitazione una bomba a mano. Il gruppo di partigiani asserragliato nell'abitazione fu invece speditamente condotto al locale cimitero e schierato di fronte al muro di cinta per essere sommariamente passato per le armi. A Livia Bianchi fu offerta la grazia e la libertà in quanto donna, ciò che - come recita la motivazione della Medaglia d'oro al valore militare che le fu concessa alla memoria - ella rifiutò per la sua dignità di donna e di partigiana, restando unita ai compagni nel supremo sacrificio.
Le autorità fasciste, con l'aiuto del parroco di Porlezza, svolsero forti pressioni psicologiche su Livia, per condurla sulla via dell'accettazione del fascismo, senza successo.

### Morte e memoria
Fu sepolta nel cimitero di Melara, dove è ancora oggi presente la sua tomba.
Dopo la sua morte, il 14 giugno 1947, la Repubblica Italiana le conferì Medaglia d'oro al valore militare per la partecipazione alle Resistenza antifascista, per la quale morì.

## Riconoscimenti
La Bianchi ha ricevuto dopo la morte diversi riconoscimenti ed è citata come simbolo della presenza femminile nella resistenza volutamente dimenticata.

### Intitolazioni
Diversi comuni italiani le hanno dedicato un elemento toponomastico, tra cui i comuni di Melara, Padova, Porlezza, Revere e Roma. 
Nel cimitero di Cima di Porlezza una targa ricorda la strage che coinvolse la Bianchi e i suoi compagni, elecati sulla lapide. Nello stesso luogo, ogni anno, il 21 gennaio si tiene una commemorazione alla memoria.

### Cultura
Nel 2003, la pubblicazione del libro Il sangue dei vinti di Giampaolo Pansa, che citava un personaggio di fantasia di nome "Livia Bianchi", bibliotecaria, suscitò polemiche da parte dell'ANPI.